# フョードル・チャロフ
フェドル・ニコライェヴィチ・チャロフ（ロシア語: Фёдор Николаевич Чалов、1998年4月10日 - ）

## 経歴
PFC CSKAモスクワの下部組織出身。2016年9月21日にロシア・カップでトップチーム初出場。11月2日にはUEFAユースリーグ 2016-17でASモナコから4得点を奪い5-0の大勝を演出した。この試合での活躍と、トップチームでレギュラーのフォワードであったラシナ・トラオレの不調によって、同月6日にロシアサッカー・プレミアリーグに途中出場し、国内リーグデビュー。次節にはスターティングメンバーとなり、22日に行われたUEFAチャンピオンズリーグ 2016-17 グループリーグでもスターティングメンバーとして出場した。初得点は12月3日であった。2017年2月27日に2020年まで契約を更新した。
2022年2月1日、FCバーゼルにシーズン終了までのレンタル移籍。

## 代表歴
U-17代表として2015 FIFA U-17ワールドカップでは3得点をあげた。2018年5月11日に2018 FIFAワールドカップに臨むロシア代表候補の一人として初のリスト入りを果たした。しかし同杯の最終メンバーに選ばれる事はなかった。